# Marko Roganović
Marko Roganović (in serbo Марко Рогановић?; Podgorica, 21 giugno 1996) è un calciatore montenegrino, difensore svincolato.

## Carriera

### Club
Il 1º luglio 2021 viene acquistato a titolo definitivo dalla squadra albanese del Laçi.

### Nazionale
Ha giocato nella nazionale montenegrina Under-21.